# Children of the Night (The Blackout)
Children of the Night is de eerste single van het album The Best in Town van de Welshe band The Blackout. De single werd gepromoot door een videoclip en uitgebracht op 18 mei 2009 door Epitaph Records. In het Verenigd Koninkrijk werd de single uitgebracht als cd en 7"-vinylsingle, in de rest van Europa alleen als download.

## Tracklist
Cd-single:

1. Children of the Night

2. I Kissed a Girl (Katy Perry cover)
7"-single:

Kant A: Children of the Night

Kant B: Pastor of Muppets
Download:

1. Children of the Night

2. Children of the Night (videoclip)

## Trivia
- In het nummer Children of the Night wordt meegezongen door een schoolklas van de Heolgerrig Primary School uit de thuisstad Merthyr Tydfil van The Blackout.
- Het nummer Pastor of Muppets is een verwijzing naar het nummer Master of Puppets van de Amerikaanse metalband Metallica, maar geen cover.